# Defense of Marriage Act
Defense of Marriage Act var en amerikansk federal lag som undertecknades av USA:s dåvarande president Bill Clinton den 21 september 1996 och som definierade äktenskap som en rättslig union mellan en man och en kvinna. Enligt lagen, som också var känd under det kortare namnet "DOMA", så behövde ingen amerikansk delstat (eller annan administrativ enhet i USA) bedöma relationer mellan två män eller två kvinnor som giltiga äktenskap, inte heller gällande personer i andra delstater där äktenskap mellan män och män respektive kvinnor och kvinnor är tillåtet. Lagen passerade både representanthuset och senaten med stor majoritet. Den 13 december 2022 upphävdes Defense of Marriage Act i och med president Joe Bidens underteckning av Respect for Marriage Act som kodifierade samkönade äktenskap i Förenta staternas kodex.
USA:s högsta domstol dömde i juni 2013 att sektion tre i lagen (den del som definierar att äktenskap bara kan ingås mellan en man och en kvinna) stred mot den amerikanska konstitutionen, och att gifta homosexuella ska ges samma rättigheter som andra gifta par. Domstolen bedömde att lagen diskriminerar amerikaner i samkönade äktenskap då de inte får åtnjuta samma rättigheter som personer i tvåkönade äktenskap. Det kan exempelvis röra sig om arvsrätt, rättighet att besöka anhöriga på sjukhus, skattelättnader och bidrag.